# John Eliot Gardiner
John Eliot Gardiner (Fontmell, Dorset, Inglaterra, 20 de abril de 1943) es un  director de orquesta británico  famoso por su interpretación historicista de música del Barroco y del Clasicismo con instrumentos de época. Gardiner ha hecho más de 250 grabaciones.

## Trayectoria
John Eliot Gardiner comenzó a dirigir a los quince años. Fue alumno de la Universidad de Cambridge. Fundó el Coro Monteverdi en 1964. Después de graduarse estudió con Thurston Dart en Londres y con Nadia Boulanger en París.
Gardiner realizó su debut operístico en Londres con La Flauta Mágica en 1969 en la English National Opera y dirigió por primera vez en el Covent Garden en 1973 con Ifigenia en Tauride de Gluck. También ha dirigido la Ópera Sadler's Wells en el Covent Garden.
En 1968 fundó la Orquesta Monteverdi y diez años después la transformó en los Solistas Barrocos Ingleses, que presentó en el Festival de Música Antigua de Innsbruck en 1977 con una interpretación con instrumentos de época de Acis y Galatea de Haendel. Histórica fue su interpretación de Les Boréades de Rameau en el Festival de Aix-en-Provence de 1982.
Fue director principal de la Orquesta de la Radio Canadiense de Vancouver desde 1980 a 1983. Fue director musical de la Opera de Lyon (1983-88). Desde 1981 hasta 1990 fue director artístico del Festival Haendel de Gotinga y desde 1991 hasta 1994 fue el director principal de la Orquesta Sinfónica de la Radio del Norte de Alemania.  
En 1990 formó una nueva orquesta para el repertorio clásico y romántico, la Orquesta Revolucionaria y Romántica que utiliza instrumentos de época. En 1990 dirigió al Coro Monteverdi y a los Solistas Barrocos Ingleses en su debut en el Festival de Salzburgo. 
Como invitado, Gardiner ha aparecido con las mejores orquestas, como la Orquesta Philharmonia, la Orquesta de Cleveland, la Filarmónica de Viena y la Orquesta del Concertgebouw de Ámsterdam. 
En otoño de 2003 dirigió Les Troyens de Berlioz junto a la Orquesta Revolucionaria y Romántica en el Théâtre du Châtelet de París por la que fue designado “personalidad musical del año” por la Asociación de Periodistas de Francia, que concedió el “Grand Prix” a la producción de la obra.
En 2004 para celebrar el 40 aniversario del coro, John Eliot Gardiner y el Coro Monteverdi recorrieron el Camino de Santiago, interpretando música española y europea de los siglos XVI y XVII. En 2009 junto al Monteverdi Choir y los English Baroque Soloists, presentó en la Catedral Vieja de Salamanca el XXXIII Ciclo de Música Sacra en las Catedrales Españolas.
Su discografía abarca desde Claudio Monteverdi hasta Benjamin Britten, cubriendo no solo la música antigua y barroca, por la que es muy renombrado, sino también un amplio rango de música clásica y romántica incluyendo todas las sinfonías de Beethoven, La condenación de Fausto de Berlioz, y Falstaff de Giuseppe Verdi.

### Pausa de los escenarios
En agosto de 2023, Gardiner abofeteó y golpeó en la cara al bajo inglés William Thomas delante de los miembros del reparto después de que Thomas saliera del lado equivocado del podio tras una representación de Les Troyens en el Festival Berlioz de La Côte Saint André. El 24 de agosto de ese mismo año, Gardiner anunció que anulaba todos sus compromisos futuros para un período de reflexión y consulta con sus asesores médicos.

## Visión de la música
Gardiner fue junto con Nikolaus Harnoncourt y otros el principal responsable del desarrollo de la interpretación musical con instrumentos de la época de la composición, lo que representó un gran cambio en la interpretación de las obras del periodo renacentista y barroco. También fue uno de los primeros directores en afirmar que los instrumentos originales no solo se usaban en la época barroca, sino que su desarrollo evolutivo abarca todo el periodo clásico y el primer periodo romántico hasta que culmina a mediados del siglo XIX, con los instrumentos actuales. Por tanto considera que vale la pena abordar la interpretación de las obras de esos periodos con instrumentos originales y toda una serie de orquestas y directores han seguido esta línea interpretativa, que constituye un interesante contrapunto de las interpretaciones habituales.
Es un director de gran personalidad, con gran rigor en el estudio y conocimiento de las partituras y que mantiene un punto de vista interpretativo propio, fruto de sus profundos conocimientos, que desea conseguir con las agrupaciones que dirige. Ello le ha llevado a trabajar siempre que puede con sus propias agrupaciones, perfectamente adaptadas a su exigente estilo de interpretación. Su repertorio es muy amplio y abarca tanto la música antigua como la moderna y  actúa como director operístico, como especialista en música ejecutada con instrumentos originales y como director sinfónico.

## Visión de Bach
Gardiner publica en 2013 el libro: La música en el castillo del cielo (El Acantilado), sobre Bach y su obra, que plasma su dedicación de toda la vida a la música del compositor de Eisenach, después de una investigación a la que ha dedicado toda su vida de la que dice: 
“Esta es la obra de toda una vida centrada en mi devoción por Bach”.“Tenía siete u ocho años cuando comencé a cantar sus motetes; a mis hermanos y a mí, acostumbrados a obras de Palestrina, Purcell o Monteverdi, Bach nos parecía el más difícil”. “Sabemos más de Bach por medio de sus hijos que por él mismo. Debemos abordarlo como un puzle”.
En su libro, Gardiner explica cómo Bach aportó a la música litúrgica una gran apertura a formas profanas. “No hay que olvidar que su generación, incluso sus coetáneos, de Domenico Scarlatti a Haendel, que cumplieron 18 años en 1703, como Bach, se dedicaron sobre todo a la ópera”.
Respecto de las dos Pasiones, la de san Mateo y la de san Juan, y las cantatas de las que es actualmente el intérprete más destacado dice: “La teatralidad de las pasiones resulta algo evidente, inherente al conjunto de esas obras, tanto que no necesita ser siquiera acentuado cuando se interpretan”.
Respecto a la pervivencia de la música de Bach a través de las épocas dice “Para mucha gente el sello distintivo de la música de Bach radica en la lucidez de su estructura y en la satisfacción matemática de sus proporciones”. Lo cual facilita que las interpretaciones puedan hacer suya la música e incorporarla a la visión de la misma contemporánea en ese momento.

## Hitos de su carrera

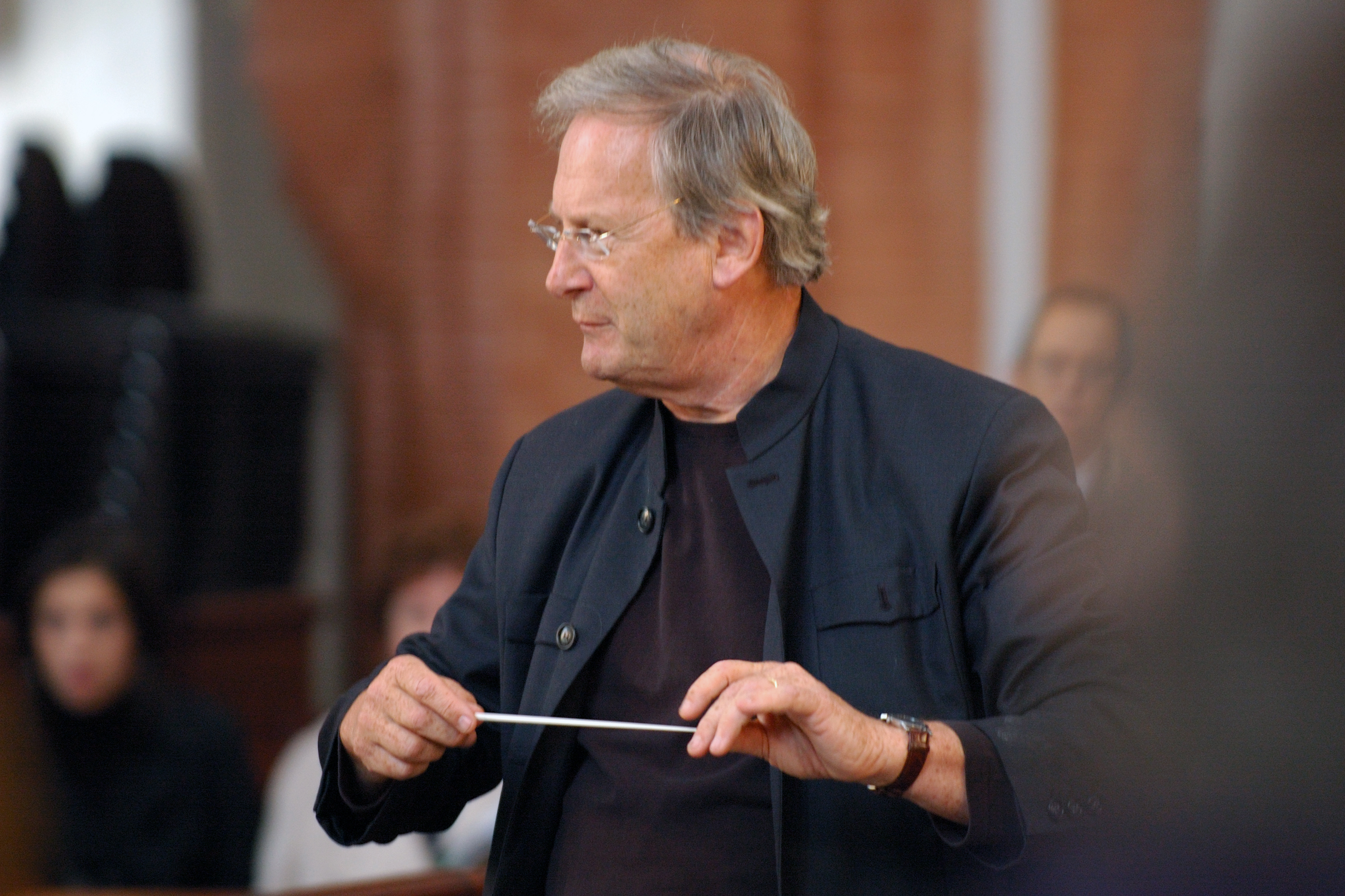
Gardiner durante un ensayo en Breslavia, Polonia.

- Gardiner tomó la batuta a los quince años. Como pre-graduado en el King's College de Cambridge estudió historia y árabe. Después de graduarse, estudió música con Thurston Dart en el King's College de Londres y después con Nadia Boulanger en París.

- Mientras aún estaba en Cambridge fundó el Coro Monteverdi, con el que hizo su debut dirigiendo en el Wigmore Hall en Londres en 1966.

- En 1968, formó la Orquesta Monteverdi como cuerpo complementario del Coro Monteverdi. En 1978, se convirtieron en los English Baroque Soloists.

- Hizo su debut operático en Londres con La flauta mágica en 1969 en la English National Opera, y apareció por primera vez en el Covent Garden en 1973 dirigiendo Iphigénie en Tauride de Christoph Willibald Gluck.

- Su debut en Estados Unidos tuvo lugar 1979, cuando dirigió la Orquesta Sinfónica de Dallas

- Desde 1980 a 1983 fue el conductor principal de la Orquesta de la Radio CBC de Canadá.

- En 1990 formó una nueva orquesta de instrumentos del período para interpretar música del siglo XIX, la Orchestre Révolutionnaire et Romantique. En 1993 dieron el estreno moderno de la Messe solennelle de Berlioz, de un manuscrito perdido hace 150 años.

- Con ocasión del 25 aniversario del Coro Monteverdi en 1989, Gardiner la llevó por una gira mundial dando ejecuciones de las Vísperas de Claudio Monteverdi de 1610.

- En 1998 fue nombrado caballero por la reina Isabel II del Reino Unido.

- En 2000 grabó su Bach Cantata Pilgrimage (Peregrinaje de las Cantatas de Bach), interpretando, en un período de más de 52 semanas, todas las cantatas sacras de Bach tanto en Europa como en Estados Unidos.

- En 2013 publicó su extenso estudio Music in the Castle of Heaven (Música en el castillo del cielo), sobre la vida y la obra de Bach.[5]

- En 2014 fue nombrado Presidente del Bach-Archiv Leipzig (cargo de nueva creación).[6]

- En 2015 recibió el título de doctor honoris causa por la Universidad de Cambridge.[7]

## Familia
Gardiner estuvo casado con la violinista Elizabeth Wilcock entre 1981 y 1997; tuvieron tres hijos. En 2001 se casó con Isabella de Sabata, nieta del director de orquesta Victor de Sabata. En su tiempo libre, Gardiner lleva una granja orgánica en el norte de Dorset, que fue establecida por su tío, el compositor Henry Balfour Gardiner.

## Discografía
- Bach: Sacred Masterpieces Cantatas Archiv Produktion e Philips Classics 1980/2000 22-CD
- Bach: Cantatas Volume 1 (Feast of St. John the Baptist & 1st Sunday after Trinity) CD | Soli Deo Gloria | 2005
- Bach: Cantatas Volume 7 (14th Sunday after Trinity – Feast of St Michael and All Angels) CD | Soli Deo Gloria | 2006
- Bach: Cantatas Volume 8 (15th Sunday after Trinity – 16th Sunday after Trinity) CD | Soli Deo Gloria | 2005
- Bach: Cantatas Volume 10 (19th Sunday after Trinity – 25th Sunday after Trinity –Feast of Reformation) CD | Soli Deo Gloria | 2005
- Bach: Cantatas Volume 14 (Christmas Day & Second Day of Christmas) CD | Soli Deo Gloria | 2006
- Bach: Cantatas Volume 15 (3rd Day of Christmas – 2nd Day of Christmas) CD | Soli Deo Gloria | 2005
- Bach: Cantatas Volume 19 (2nd Sunday after Epiphany – 4th Sunday after Epiphany) CD | Soli Deo Gloria | 2006.
- Bach: Cantatas Volume 21 (Quinquagesima - Annunciation/Palm Sunday/Oculi) CD | Soli Deo Gloria | 2006.
- Bach: Cantatas Volume 22 (Easter Sunday – Easter Monday – Easter Tuesday) CD | Soli Deo Gloria | 2007.
- Bach: Cantatas Volume 24 (3rd Sunday after Easter – 4th Sunday after Easter) CD | Soli Deo Gloria | 2006.
- Bach: Cantatas Volume 26 (Whit Sunday) CD | Soli Deo Gloria | 2006.
- Bach: Cantatas for Ascension Day CD | Archiv | 2000
- Bach: Cantatas for the 11th Sunday after Trinity CD | Deutsche Grammophon | 2000
- Bach: Cantatas for the 27th Sunday Trinity / Visitation of Mary CD | Archiv | 2000
- Bach: Cantatas for the 3rd Sunday after Epiphany CD | Archiv | 2000
- Bach: Cantatas for the Feast of the Purification of Mary CD | Archiv | 2000
- Bach: Choral Works CD | Deutsche Grammophon | 2004
- Bach: Christmas Oratorio CD | Archiv | 1990
- Bach: Easter Cantatas CD | Archiv | 2000
- Bach: Funeral Cantatas CD | Archiv | 2000
- Bach: Magnificat BWV 243/Cantate Jauchzet Gott in allen Landen BWV 51, Argenta/Kwella/Brett CD | Philips | 1983
- Bach: Messa in si min BWV 232, English Baroque Soloists CD | Archiv | 1985
- Bach: St. John Passion CD | Archiv | 1990
- Bach: St. Matthew Passion - Arias and Choruses CD | Archiv | 1991
- Bach: St. Matthew Passion CD | Archiv | 1989
- Bach: Trinity (9th Sunday After Trinity) CD | Deutsche Grammophon | 2000
- Bach: Whitsun Cantatas CD | Archiv | 2000
- Beethoven/Mendelssohn: Conc. per vl., Mullova/Orch. Révolutionnaire et Romantique (SACD) SACD | Philips | 2002
- Beethoven/Mendelssohn: Conc. per vl., Mullova/Orch. Révolutionnaire et Romantique CD | Philips | 2002
- Beethoven the Revolutionary: Symphony Nos. 3 & 5 CD | Archiv | 1995
- Beethoven: Leonore CD | Archiv | 1997
- Beethoven: Mass in C major / Ah! Pérfido CD | Archiv | 1993
- Beethoven: Missa Solemnis CD | Archiv | 1991
- Beethoven: Piano Concerto n.º 5 / Choral Fantasy CD | Archiv | 1996
- Beethoven: Piano Concertos Nos. 1 & 2 CD | Archiv | 1997
- Beethoven: Piano Concertos CD | Archiv | 1999
- Beethoven: Sinf. n. 1-9, Orch. Révolutionnaire et Romantique CD | Archiv Produktion | 1991/1994
- Beethoven: Sinf. n. 9 op. 125 "Corale", Orgonasova/Otter/Rolfe Johnson/Cachemaille CD | Archiv Produktion | 1992
- Berlioz: Harold en Italie / Trista CD | Philips | 1996
- Berlioz: Romeo e Giulietta, Orch. Révolutionnaire et Romantique CD | Decca | 1989
- Berlioz: Symphonie Fantastique CD | Philips | 1993
- Berlioz: Messe solennelle, Monteverdi Choir & Orchestre Révolutionnaire et Romantique | Universal International Music | 1994 Grammy Award for Best Choral Performance 1995
- Best of the Vienna Philharmonic CD | Deutsche Grammophon | 2004
- Brahms: Choral Works CD | Philips | 2006
- Brahms: Requiem tedesco, Margiono/Gilfry CD | Decca | 1990
- Britten: War requiem/Sinf. primavera/S.Cecilia/Flower, Orgonasova/Rolfe-J. CD | Deutsche Grammophon | 1997
- Bruckner: Mass n.º 1 / Motets CD | Deutsche Grammophon | 2001
- Chabrier: España / Suite Pastorale / Habanera CD | Deutsche Grammophon | 1996
- Danny Boy CD | Philips | 1996
- Debussy: The Debussy Edition, 150.º Anniversario della nascita CD | Deutsche Grammophon | 2012
- Elgar: Enigma Variations / In the South CD | Deutsche Grammophon | 2002
- Fauré: Requiem CD | Philips | 1994
- Gluck: Alceste CD | Philips | 2002
- Gluck: Iphigénie en Aulide CD | Erato | 1990
- Gluck: Iphigénie en Tauride CD | Philips | 2004
- Gluck: Orfeo ed Euridice, McNair/Sieden/Ragin CD | Philips | 1991
- Haendel: Aci e Galatea, Burrowes/Rolfe J. CD | Archiv Produktion | 1978
- Haendel: Alexander's Feast CD | Philips | 2007
- Haendel: Hercules, Tomlinson/Walker CD | Archiv Produktion | 1982
- Haendel: Israel in Egypt CD | Philips | 1988
- Haendel: Jephtha CD | Philips
- Haendel: Messiah (Highlights) CD | Philips | 1983
- Haendel: Messiah CD | Philips | 2003
- Haendel: Solomon CD | Philips | 1990
- Haendel: Solomon CD | Philips | 2006
- Haendel: Mus. sull'acqua/Mus. fuochi d'artificio, English Baroque Soloists CD | Decca | 1983
- Haydn: 6 Great Masses CD | Philips | 2004
- Haydn: Heiligmesse - Missa Sancti Bernardi de Offida / Missa in Tempore Belli - Paukenmesse CD | Philips | 2003
- Haydn: Lord Nelson Mass / Theresienmesse CD | Philips | 2003
- Haydn: The Creation CD | Archiv | 1997
- Holst: The Planets / Grainger: The Warriors (SACD) SACD | Deutsche Grammophon | 2003
- Holst: The Planets / Grainger: The Warriors CD | Deutsche Grammophon | 1995
- Lehár: Merry Widow CD | Deutsche Grammophon | 1995
- Mendelssohn: Symphonies Nos. 4 & 5 CD | Deutsche Grammophon | 1999
- Monteverdi: L'Incoronazione di Poppea CD | Archiv | 1996
- Monteverdi: L'Orfeo, Otter/Argenta/Rolfe-Johnson CD | Archiv Produktion | 1990
- Monteverdi: Vespro della Beata Vergine, Monoyios/Chance/Tucker/Naglia/Terfel DVD | Archiv Produktion | 1989
- Monteverdi: Vespro della Beata Vergine CD | Decca | 1994
- Monteverdi: Vespro della Beata Vergine, Monoyios/Chance/Tucker/Naglia/Terfel CD | Archiv Produktion | 1989
- Monteverdi Gabrieli Bassano: Vespro della B.V./Mottetti, Gómez/Palmer/Bowman CD | Decca
- Mozart Collection CD Boxed Set | Deutsche Grammophon | 2005
- Mozart: Così Fan Tutte CD | Archiv | 1994
- Mozart: Così Fan Tutte, Roocroft/Mannion DVD | Archiv Produktion | 1992
- Mozart: Die Entführung aus dem Serail CD | Archiv | 1993
- Mozart: Die Entführung aus dem Serail CD | Deutsche Grammophon | 2005
- Mozart: Don Giovanni CD | Deutsche Grammophon | 1995
- Mozart: Great Mass in C minor CD | Philips | 1990
- Mozart: Idomeneo, Rolfe J./Otter/McNair CD | Archiv Produktion | 1990
- Mozart: La Clemenza di Tito CD | Archiv | 1992
- Mozart: Le Nozze di Figaro CD | Archiv | 1993
- Mozart: Le Nozze di Figaro, Terfel/Hagley/Gilfry regia Olivier Mille DVD | Archiv Produktion | 1993
- Mozart: Conc. per pf. n. 5-27/Rondò n. 1-2, Bilson/English Baroque Soloists CD | Archiv Produktion | 2001
- Mozart: Requiem / Mass in C Minor DVD | Philips | 2006
- Mozart: Requiem in D Minor CD | Deutsche Grammophon | 2005
- Mozart: Requiem/Kyrie, Bonney/Otter/White CD | Philips | 1986
- Mozart: Flauto magico, Oelze/Schade/Sieden CD | Archiv Produktion | 1995
- Mozart: Idomeneo/Ratto/Nozze/Don Giovanni/Così/Clemenza/Flauto, English Baroque Soloists CD | Archiv Produktion | 1990/1995
- Once as I remember CD | Philips | 1998
- Purcell: Fairy Queen CD | Archiv | 1990
- Schumann: Complete Symphonies CD | Archiv | 1998
- Schumann: Paradiso e la Peri/Requiem/Nachtlied op. 108, Bonney/Finley CD | Archiv Produktion | 1997
- Schumann: Symphonies Nos. 1 & 4 CD | Archiv | 2003
- Stravinsky: Rake's Progress Ian Bostridge, Anne Sofie von Otter, Bryn Terfel, Deborah York, the Monteverdi Choir & the London Symphony Orchestra CD | Deutsche Grammophon | 1999 Grammy Award for Best Opera Recording 2000
- Stravinsky: Symphony of Psalms / Boulanger: Psalms 24 & 129 / Vieille Prière Bouddhique CD | Deutsche Grammophon | 2002
- The Artist's Album CD | Deutsche Grammophon | 1998
- Verdi: Requiem / 4 Sacred Pieces CD | Philips | 1995
- Verdi: Falstaff CD | Philips | 2001
- Vivaldi: Gloria / Handel: Dixit Dominus/Gloria, Monteverdi Choir CD | Philips | 1998
- Weber: Oberon, Davislim/Kaufmann CD | Philips | 2002